# 1759 Кінле
1759 Кінле (1759 Kienle) — астероїд головного поясу, відкритий 11 вересня 1942 року.
Тіссеранів параметр щодо Юпітера — 3,315.